# Tropidoderus viridis
Tropidoderus viridis är en insektsart som beskrevs av Xavier Montrouzier 1855. Tropidoderus viridis ingår i släktet Tropidoderus och familjen Phasmatidae. Inga underarter finns listade i Catalogue of Life.